# 精神

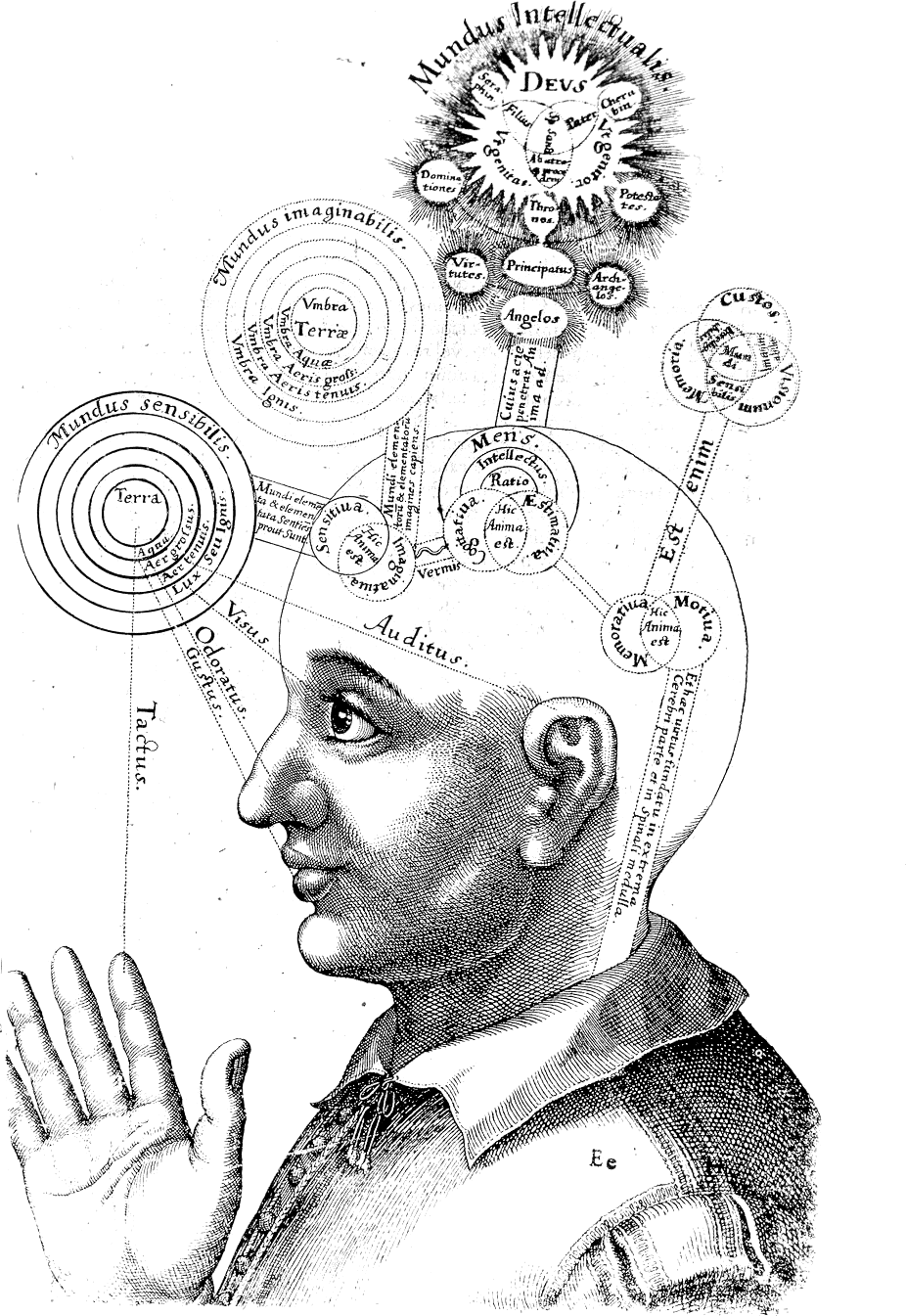
精神的图形表现 (1619年)。

精神有「天地萬物的靈氣」的意思。

## 詞源

### 汉语
《庄子·知北游》：“汝齐戒，疏瀹而心，澡雪而精神。”其中“精神”表达了用雪沐浴后心情舒畅的心理状态。

### 英语
英語的，其辭源可追溯自原始印歐語*(s)peis，有许多不同的意义，通常意指灵魂、心灵、意识、理念等，是人类生命力的来源，有时候也会等同于神明或是鬼魂。
古希臘人將人類的生命力區分為兩個層面，一是古希臘語：（pneuma），意思是氣、水汽、呼吸。在拉丁語中稱為，後來形成英語的。這類似於道教中的精、氣、神。日本人最早使用這個詞來翻譯英語中的「入其中，施造化之工，展成就之初，使世界确立，使万物齐备。 这里的类似与汉书中神灵。